# Nove
Nove – miejscowość i gmina we Włoszech, w regionie Wenecja Euganejska, w prowincji Vicenza.
Według danych na rok 2004 gminę zamieszkiwało 4865 osób, 608,1 os./km².

## Współpraca
Miejscowość partnerska:
- Welkenraedt, Belgia